# 1888 (numero)
Milleottocentottantotto (1888) è il numero naturale dopo il 1887 e prima del 1889.

## Proprietà matematiche
- È un numero pari.
- È un numero composto da 12 divisori: 1, 2, 4, 8, 16, 32, 59, 118, 236, 472, 944, 1888. Poiché la somma dei suoi divisori (escluso il numero stesso) è 1892 > 1888, è un numero abbondante.
- È un numero palindromo nel sistema posizionale a base 7 (5335).
- È un numero felice.
- È un numero congruente.
- È un numero pratico.
- È un numero intoccabile.
- È un numero semiperfetto in quanto pari alla somma di alcuni (o tutti) i suoi divisori.
- È un numero odioso.
- È parte delle terne pitagoriche (1416, 1888, 2360), (1888, 3225, 3737), (1888, 3540, 4012), (1888, 6834, 7090), (1888, 7434, 7670), (1888, 13860, 13988), (1888, 15045, 15163), (1888, 27816, 27880), (1888, 55680, 55712), (1888, 111384, 111400), (1888, 222780, 222788), (1888, 445566, 445570), (1888, 891135, 891137).

## Astronomia
- 1888 Zu Chong-Zhi è un asteroide della fascia principale del sistema solare.

## Astronautica
- Cosmos 1888 è un satellite artificiale russo.